# Estrela padrão (fotometria)
Em fotometria, as estrelas padrão compreendem uma série de estrelas cujas emissões luminosas foram medidas em detalhe em várias bandas passantes do sistema fotométrico. Outros objetos podem ser observados utilizando-se câmeras com CCD ou fotômetros fotoelétricos conectados a um telescópio, e o fluxo, ou quantidade de luz recebida, pode ser comparado a uma estrela padrão para que se possa determinar seu brilho exato, ou magnitude estelar, do objeto.
O atual conjunto de estrelas padrão para fotometria UBVRI mais comumente usado pelos astrônomos é o publicado por Arlo U. Landolt em 1992 no Astronomical Journal, vol. 104, no. 1, p. 340-371.